# Дворец спорта (Киев)
Дворец спорта (укр. Палац Спорту) — спорткомплекс в Киеве, на правом берегу Днепра.

## Значимые мероприятия
За много лет существования под крышей Дворца проведено 16 чемпионатов мира, около 30 чемпионатов Европы, 42 чемпионата СССР, 30 Еврокубков, 440 турниров серии гран-при, 210 выставок и ярмарок, более 4000 концертов, 20 семинаров и конференций на различные темы, а также ледовые шоу и праздники.
Здесь выступали мировые звёзды и группы, такие как: Ace of Base, Dr. Alban, Backstreet Boys, The Black Eyed Peas, Deep Purple, a-ha, Jamiroquai, Моби, Muse, Korn, Judas Priest, Placebo, The Prodigy, The Rasmus, Кристина Агилера, Анастейша, «Ария», Ленни Кравиц, Крис Ри, Лара Фабиан, Depeche Mode, Адам Ламберт, Бритни Спирс, Дженнифер Лопес, Garbage, ATB, Thirty Seconds to Mars, Twenty One Pilots. 
В 2005 году спорткомплекс принимал музыкальный конкурс «Евровидение 2005».
В 2009 году здесь прошёл детский музыкальный конкурс «Детское Евровидение». В декабре 2009 прошли Рождественские встречи Аллы Пугачёвой.
Во Дворце спорта проходят ежегодные бизнес-мероприятия, такие как: «Мегатренинг», «Dream Big Forum», «Big Money Форум», «Бизнес концентрат», «Лаборатория Онлайн Бизнеса».
Дворец спорта сегодня является высокотехнологичным, многоплановым сооружением, популярным среди спортсменов, бизнесменов, эстрадных исполнителей и туристов.
С сезона 2011/12 во Дворце спорта играют хоккейный клуб «Будивельник» и баскетбольный клуб «Будивельник».
В 2017 году на арене прошли матчи  группы А первого дивизиона чемпионата мира по хоккею с шайбой.

## История
Построен в 1958—1960 гг (архитекторы Михаил Гречина и Алексей Заваров, инженеры В. И. Репьях и С. Чудновская). Открыт 9 декабря 1960 года.
Конструктивной основой 4-этажного сооружения (длина — 138 м, ширина — 78 м, высота — 18,5 м, общий объём — 209 тыс. м³) служит железобетонный каркас. Фасады дворца — прозрачные стены из стекла разделены стройным рядом колонн каркаса и горизонтальными полосами панелей из алюминия. Трибуны прямоугольного в плане зрительного зала (66х102 м) в первоначальном варианте вмещали от 8236 до 11 712 человек. Спортивная арена (30х61 м) — на железобетонной плите; её можно использовать для проведения соревнований по 30 видам спорта, в том числе зимним. Предусмотрено превращение спортивной арены в партер, а сцены — в трибуну. Дворец спорта оснащен сложным инженерным оборудованием по освещению и акустике, мощными компрессорами для кондиционирования воздуха.
В 1980—1982 гг осуществлена реконструкция Дворца спорта (институтом Киевпроект и Киевским зональным научно-исследовательским институтом экспериментального проектирования). Освещение и техническое хозяйство подверглись практически полной модернизации — расширили и иначе осветили интерьеры и холлы, дворец оснастили многочисленными раздевалками и буфетами.

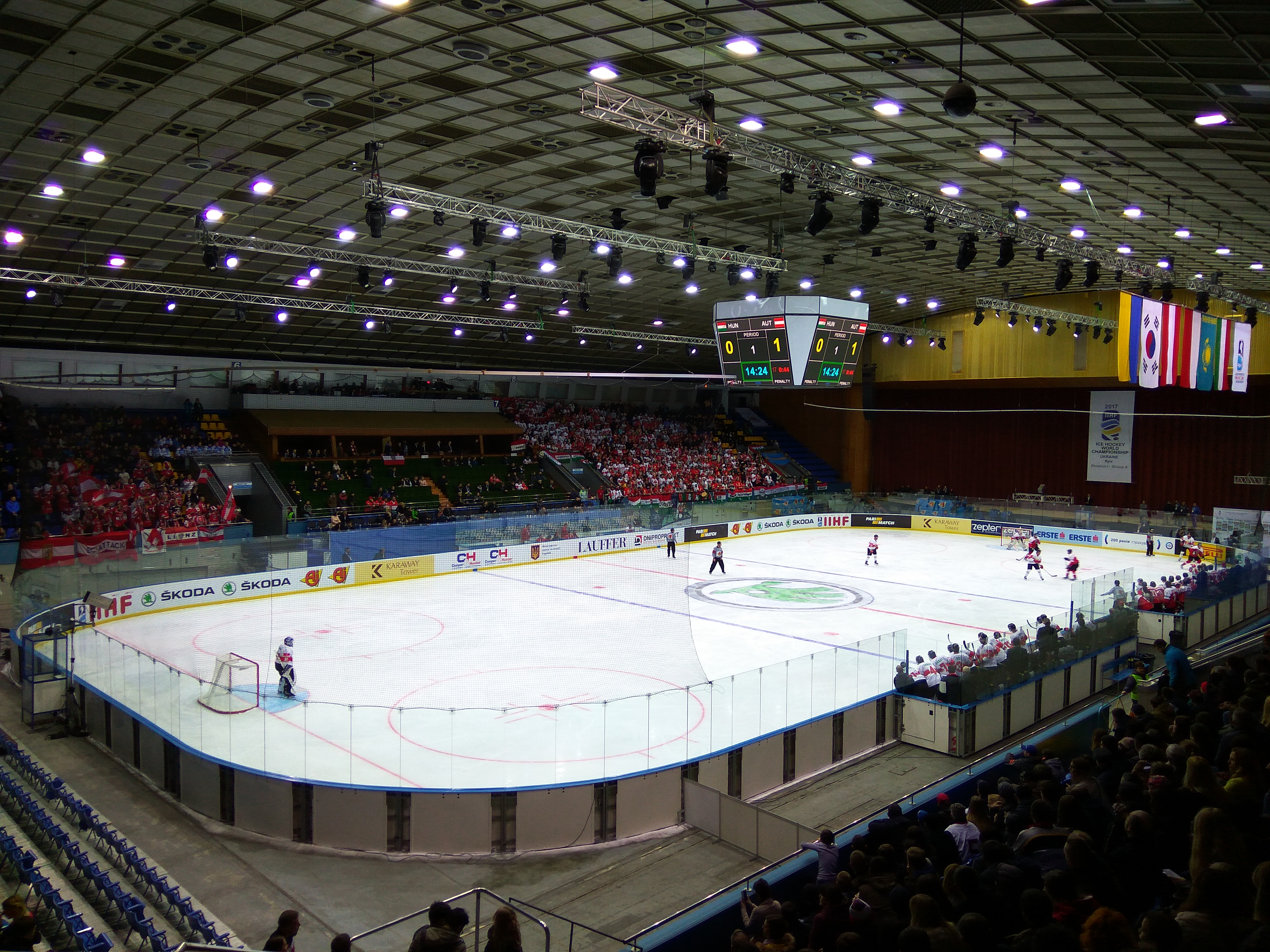
Матч Венгрия — Австрия, Первый дивизион чемпионата мира по хоккею с шайбой 2017

В 2004-2005 гг в рамках подготовки к проведению музыкального конкурса «Евровидение» дворец также подвергся реконструкции, в результате которой увеличено число посадочных мест до 8 000. При проведении спортивных мероприятий максимальное число зрителей - 6 800.
16 апреля 2011 года состоялась торжественная церемония открытия Дворца спорта, который находился на реконструкции с октября 2010 года. Реконструкцию арены провели в рамках подготовки к проведению Чемпионата мира по хоккею в Первом дивизионе. В рамках реконструкции полностью переоборудовано закулисное пространство, оборудованы шесть спортивных раздевалок, модернизировано освещение зала, полностью заменены системы вентиляции, кондиционирования, обогрева, противопожарной безопасности. Кроме того, над ареной появилось современное четырёхстороннее табло. На трибунах установлены пластиковые сиденья в цветах национального флага: общее количество мест составляет 6900 зрителей (спортивный вариант). Концертный вариант с партером будет насчитывать 9800 зрительских мест.
Дворец спорта дал название одноимённой станции метро.

## Видеотабло

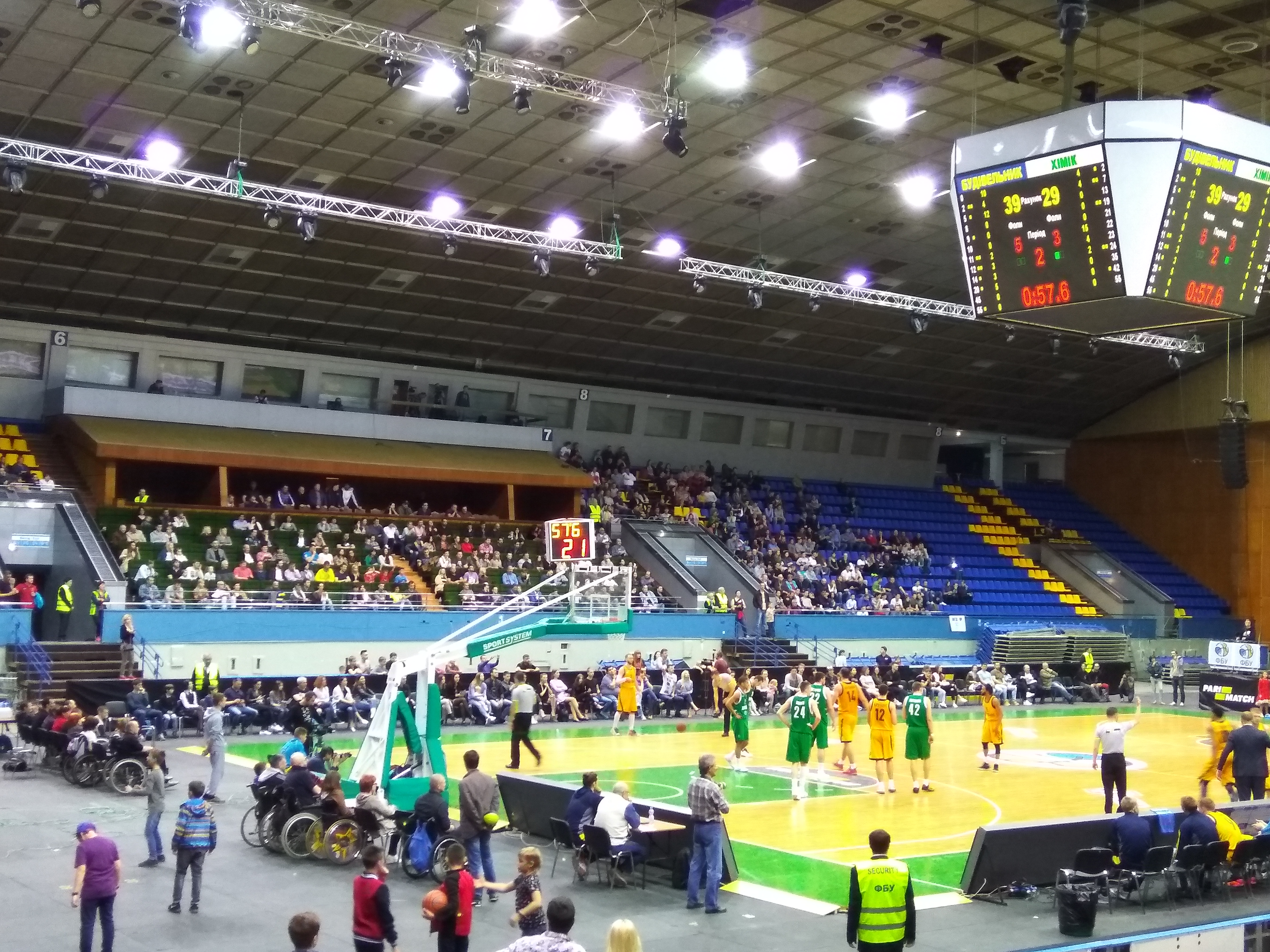
Будивельник — Химик, Украинская баскетбольная суперлига, 2017

Электронное табло Дворца спорта представляет собой куб из четырёх светодиодных экранов ЕКТА. Модель экранов iLVM 9C, была специально разработана для киевского Дворца спорта. Экраны, размеры которых составляют 3,9 х 3,1 метров каждый, были изготовлены на заводе ЕКТА в Житомире.
Экраны выполнены на полноцветных SMD-светодиодах Nichia. Количество цветов: до 281 трлн. (48 бит). Реальный угол наблюдения: по горизонтали – 150°, по вертикали – 150°. Минимальная комфортная дистанция наблюдения: от 8 м. Ресурс (время жизни): > 100 000 часов.
Управление видеоэкранами осуществляется при помощи двух систем ERMAC/SPU-005. ERMAC оснащен 18-битной системой обработки видеоинформации, обеспечивает работу пяти независимых видеоканалов, поддерживает true HD (1080p, RGB 10bit). В будущем это позволит увеличить количество видеоэкранов во Дворце спорта без изменения конфигурации системы управления.
Светодиодные экраны рассчитаны на использование во время любых спортивных состязаний, а также во время концертов и шоу-программ.